# جورج جنسن
جورج جنسن (بالدنماركية: Georg Jensen)‏ هو صائغ فضة ومصمم دنماركي، ولد في 31 أغسطس 1866 في Raadvad ‏، وتوفي بنفس المكان في 2 سبتمبر 1935.

## وصلات خارجية
- جورج جنسن على موقع الموسوعة البريطانية (الإنجليزية)